# Vogeltrek

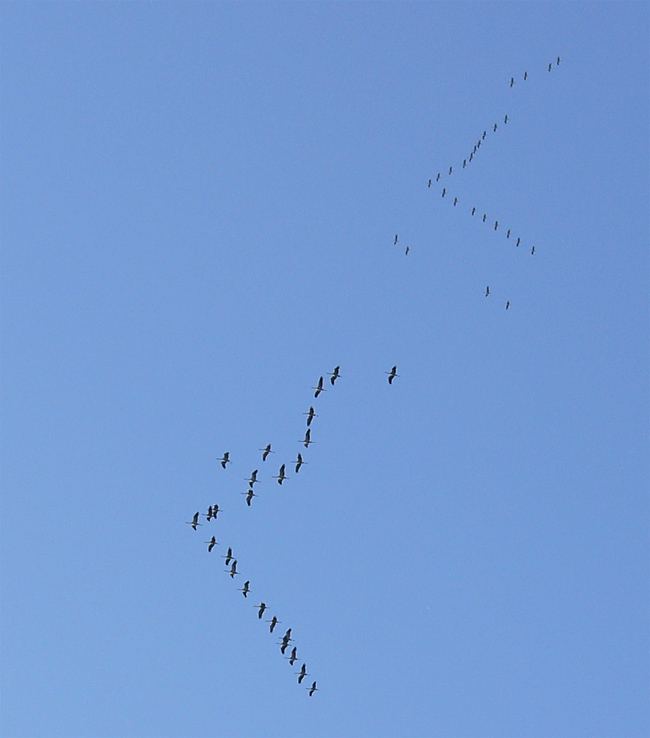
Kraanvogels boven Marburg

Vogeltrek is de jaarlijkse seizoensgebonden migratie die veel vogels ondernemen. Hierbij broeden ze op de ene plek en overwinteren op een andere plek. Dit heeft als voordeel dat ze kunnen profiteren van gunstige weers- en voedselomstandigheden in hun overwintergebied, als het broedgebied 's winters te korte daglengte heeft of te koud is.  Vogels die jaarlijks trekken, worden trekvogels genoemd, vogels die het hele jaar op een locatie doorbrengen zijn standvogels.   

## Weersomstandigheden en daglicht
De meeste vogels groeien op en broeden op het noordelijk halfrond tussen de 40e en 80e breedtegraad en trekken in zuidelijk richting. Een veel kleiner aantal broedt ten zuiden van de evenaar en trekt in de zuidelijke winter noordwaarts. De reden voor het verschil is dat de grote landoppervlakten van het noordelijk halfrond de meeste ruimte en betere mogelijkheden bieden om aan voedsel te komen. Ook is de noordelijke zomerdag langer dan de 12-urige dag aan de equator, een beslissende factor voor vogels waarvan de nestjongen meestal een veelvoud van hun eigen lichaamsgewicht verorberen. Wanneer de jonge vogels aan het eind van de broedtijd kunnen vliegen doen de langer wordende nachten van het koude jaargetijde de trekzin ontwaken. Het zijn echter de plaatselijke weersomstandigheden en de lichamelijke toestand van de vogels die het wegtrekken opwekken.

## Energiereserves
Vóór de trek verzamelen de vogels energiereserves in de vorm van vetafzettingen onder de huid. Er zijn soorten, die daardoor minstens dertig uren in de lucht kunnen blijven. Men kent kleine vogels die in staat zijn duizenden kilometers over de Atlantische Oceaan tot de dichtstbijzijnde kust door te vliegen. Volgens ornithologen (vogelkundigen) vliegen veel van de Groenlandse tapuiten, die iets groter zijn dan mussen, zonder onderbreking van Groenland tot de kust van Spanje. Ze volbrengen zo een oceaanvlucht van meer dan 3000 km. Na een dergelijke vlucht kan de vogel een derde van zijn lichaamsgewicht als energie verbruikt hebben.

## Zwaluwtrek
Een sprekend voorbeeld van ingewikkelde vogeltrek bieden boerenzwaluwen. Deze broeden in Europa, Azië, Noord-Afrika en Noord-Amerika en overwinteren op het zuidelijk halfrond. De zwaluwen trekken in het algemeen overdag en vangen hun voedsel tijdens de trekvlucht. Een dichte stroom zwaluwen steekt in de herfst de Straat van Gibraltar over (een massale trekweg voor deze vogels) en vliegt dan zuidwaarts tot in de tropen en zelfs verder tot Zuidelijk Afrika. Ook wordt er gevlogen over de Middellandse Zee, zelfs over de Sahara en op veel plaatsen in een breed front.
In het voorjaar van 2020, in de nacht van 5 op 6 april, werd de jaarlijkse vogeltrek van zwaluwen en gierzwaluwen naar de noordelijke landen rampzalig. Dit was het gevolg van extreem slechte weersomstandigheden nabij Griekenland. Duizenden dode en gewonde vogels werden waargenomen.

## Globetrotter
Geen trekvogel trekt over zo'n grote afstand als de Noordse stern. Na een korte broedtijd op hoge noordelijke breedte, waar de lange zomerdag veel tijd geeft kleine vissen te verorberen, trekt de vogel naar het zuiden. Noordse sternen die in Noordelijk Amerika en Groenland broeden trekken in kleine groepjes over de Atlantische Oceaan naar Europa, verder langs de kusten naar West- en Zuid-Afrika tot aan de rand van het pakijs in de Zuidpool. Geen enkele vogel geniet zoveel daglicht als de Noordse stern, maar de noordelijkste vertegenwoordigers van de soort moeten daarvoor ook jaarlijks een reis maken van tweemaal 17.000 kilometer.
Het duurrecord voor trekvogels staat op naam van de Rosse grutto. Onderzoek heeft aangetoond dat deze vogel in één keer vanuit zijn broedplaats in Alaska naar zijn winterverblijfplaats in Nieuw-Zeeland vliegt. Opvallend hierbij is dat deze grutto niet kiest voor een veilige route langs de kust van China, maar rechtstreeks over de Grote Oceaan vliegt. Deze tocht van meer dan 10.000 kilometer duurt zo'n acht dagen.

## Navigatie
Trekvogels navigeren met verbluffende zekerheid. Vooral het ringen van vogels heeft veel over de trekwegen verteld. De in het uiterste westen van Alaska en in Oost-Siberië broedende en uit de Pacific afkomstige bruinachtige goudplevier kruist de Pacific en presteert het zulke kleine oriëntatiepunten als Hawaï of de Tonga-eilanden te vinden. Een zwartsnavelduikeend van een van de eilanden voor de kust van Wales werd geringd en daarna naar Boston U.S.A. gevlogen. Twaalf en een halve dag na zijn vrijlating werd hij weer in zijn oude nest aangetroffen, hij had dus over bijna 5000 km zee zijn nest teruggevonden.
Van een aantal vogelsoorten is bekend dat zij navigeren met behulp van het aardmagnetisch veld. Wellicht dienen de zon en misschien zelfs de sterren hen tot richtingwijzers. Proefvogels van soorten die 's nachts trekken, die men in een planetarium met nagemaakte sterrenhemel had gebracht, bleken zich direct op de onder deze omstandigheden juiste richting in te stellen.

## Van zuid naar noord
De grote pijlstormvogel behoort tot de weinige soorten die van het zuidelijk naar het noordelijk halfrond trekken. Hij broedt op de afgelegen eilandengroep van Tristan da Cunha, in het zuiden van de Atlantische Oceaan en trekt langs de oostkust van Amerika naar het noorden tot aan de Davidstraat bij Groenland. Aan het eind van de noordelijke zomer vindt de trek zuidwaarts langs de westkust van Europa plaats, waarbij de soort voornamelijk wordt waargenomen in Ierland en Groot-Brittannië. De nauw verwante grauwe pijlstormvogel trekt van zijn broedgebied op de Falklandeilanden en andere kleine eilanden in de Zuidelijke Oceaan eveneens noordwaarts. Een van de in Nieuw-Zeeland geringde vogels van deze soort heeft men in de Zee van Ochotsk, ten noorden van Japan, teruggevonden.

## De ooievaar
Al vanaf Bijbelse tijden hebben de mensen het verschijnsel van de vogeltrek gekend. Het boek Jeremia vermeldt de trek van de witte ooievaar, die in de herfst de Europese broedgebieden verlaat en in indrukwekkende zwermen over Israël en de Nijldelta vliegt. Wij weten tegenwoordig dat dit de weg is van de oostelijke ooievaar, die westelijk tot in Duitsland en het noorden van Nederland komt. De westelijke ooievaars daarentegen steken de Middellandse Zee in het westen over en begeven zich naar het gebied van de Niger.

## Merkwaardige trekroutes
Het Oost-Siberische ras van de fitis - een nietig zangvogeltje van ongeveer 9 gram - onderneemt de ongehoord verre reis naar Oost-Afrika. De Noorse fitis brengt de zomer door in het hoge noorden van Europa en Azië, westwaarts tot aan Noorwegen, maar overwintert in Zuidoost-Azië en Indonesië en kruist dus trekroute van de Oost-Siberische fitis. Een klapekstersoort nestelt in Centraal-Azië en overwintert in Equatoriaal Afrika, slechts 2000 km  zuidelijker maar 4000 km westwaarts.

## Omgekeerde trek

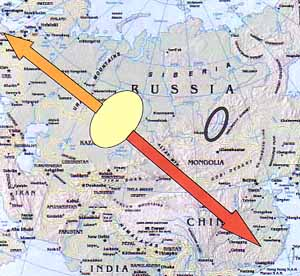
Omgekeerde trek

Omgekeerde trek is het fenomeen waarbij vogels 180 graden de verkeerde kant op vliegen vanuit hun broedgebied. Dit komt vooral voor bij zangvogels. Omgekeerde trek wordt vaak als verklaring gegeven voor het voorkomen van dwaalgasten uit Centraal-Azië in Europa, die normaal gesproken in Zuidoost-Azië overwinteren.

## Zwermen
Onder invloed van het trekinstinct kunnen vogels, die meestal zelfstandig leven, zich tot geweldig grote zwermen verenigen. Zelfs de meest gastvrije landstreken kunnen slechts weinig vogelzwermen van voedsel voorzien. Toch verzamelen zich aan het begin van de winter bepaalde soorten tot zwermen, die de hemel verduisteren. De reisgenoten leven tot de broedtijd eenzaam in de weiden van Noord-Amerika. Tijdens de herfsttrek duiken ze echter in enorme zwermen in de rijstvelden van Carolina en vernietigen de oogst.

## Groot en klein
De trekzucht heeft met de grootte van de vogelsoorten niets uitstaande. Nietige kolibries, half zo groot als een mannenduim (sommige slechts 2 gram wegend), steken achthonderd kilometer ver de Golf van Mexico over. De trekalbatros bereikt een vleugelspanwijdte van 3,5 meter, broedt b.v. op Tristan da Cunha en zeilt de rest van het jaar ver van het land boven de zuidelijke zeeën. Men neemt aan dat de vogel tussen de broedtijden een afstand van verscheidene keren de aardomtrek aflegt.

## Vlieghoogte
Ofschoon de vogeltrek al vele eeuwen lang interesse opwekt en er steeds weer iets nieuws ontdekt wordt, blijven er toch nog vele raadsels op te lossen. Een ervan is recentelijk met radar onderzocht: de vlieghoogte van de vogels op hun trek. De meeste groepen vliegen lager dan 1500 meter, toch zijn er meldingen van kleine vogels die 3000, 5000 en zelfs 6300 meter hoog vlogen.

## Trektellen
Al tientallen jaren wordt in Nederland, en ook elders in Europa vanaf vaste telposten de voorbijtrekkende vogels systematisch geteld. Dat wordt "trektellen" genoemd.
Deze manier van waarnemen van vogels kan allerlei gegevens over de vogeltrek heel snel zichtbaar maken. Invasies en reacties op weersveranderingen (zoals invallende vorst) worden direct opgemerkt.
Gegevens, verzameld tijdens het trektellen kunnen op een speciale website worden ingevoerd. Die website heet www.trektellen.nl. Daarop worden waarnemingen uit de gehele wereld verzameld. De gegevens op de website worden vervolgens gebruikt voor onderzoek naar trekpatronen van vogels op Europese of wereldschaal.
Aan de website "trektellen.nl" werkt ook SOVON mee, en de Nederlandse Zeevogelgroep (NZG). Er is voor het trektellen een handleiding ontwikkeld, waarin het protocol dat bij de tellingen moet worden gehanteerd, is vastgelegd. Die handleiding, door Rob Lensink en anderen, dateert van 1985 en is in 2008 bewerkt door Bas van Dijk.